# Provincia de Halle-Merseburgo
La Provincia de Halle-Merseburgo (en alemán: Provinz Halle-Merseburg) fue una provincia del Estado Libre de Prusia desde 1944-45. La capital provincial fue la ciudad de Merseburgo.
Halle-Merseburgo fue creada el 1 de julio de 1944 del Regierungsbezirk Merseburg, una región administrativa de la anterior Provincia de Sajonia. El gobernador de la nueva provincia fue Joachim Albrecht Eggeling, el Gauleiter del Gau nazi de Halle-Merseburgo. En 1945, la Provincia de Halle-Merseburgo fue disuelta en la recreada Provincia de Sajonia.

## Distritos en 1945

### Distritos urbanos
1. Eisleben
2. Halle
3. Merseburgo
4. Naumburg
5. Weißenfels
6. Lutherstadt Wittenberg
7. Zeitz

### Distritos rurales
1. Bitterfeld
2. Delitzsch
3. Eckartsberga (sede: Kölleda)
4. Liebenwerda (sede: Bad Liebenwerda)
5. Mansfelder Gebirgskreis (sede: Mansfeld)
6. Mansfelder Seekreis (sede: Eisleben)
7. Merseburg
8. Querfurt
9. Saalkreis (sede: Halle)
10. Sangerhausen
11. Schweinitz (sede: Herzberg (Elster))
12. Torgau
13. Weißenfels
14. Wittenberg
15. Zeitz

- Datos: Q896431
- Multimedia: Provinz Halle-Merseburg / Q896431